# Sol Sánchez
Pour les articles homonymes, voir Sánchez et Maroto.
Sol Sánchez Maroto, née le 1er avril 1970 à Madrid, est une femme politique espagnole membre d'Izquierda Unida (IU).
Elle est élue députée de la circonscription de Madrid lors des élections générales de décembre 2015.

## Biographie

### Profession
Sol Sánchez est titulaire d'une licence en sciences politiques ainsi que d'une licence en sociologie et anthropologie. Elle a travaillé dans le secteur bancaire et financier.
Elle est membre de la branche espagnole de l'association pour la taxation des transactions financières et pour l'action citoyenne (ATTAC) dont elle a été coordinatrice et vice-présidente chargée de la communication. Elle renonce à ses fonctions lorsqu'elle entre en politique.

### Court mandat de députée
Elle fait partie de la liste d'Alberto Garzón pour les primaires d'octobre 2015 visant à désigner le candidat de la gauche unie à la présidence du gouvernement en vue des élections générales de décembre suivant. Après la désignation de celui-ci, elle occupe la seconde place sur la liste de la formation dans la circonscription de Madrid après Garzón en tant qu'indépendante.
Lors du scrutin du 20 décembre 2015, la liste remporte deux sièges et elle est donc élue députée au Congrès des députés. Elle intègre le groupe mixte et est porte-parole à la commission des Affaires étrangères et à celle de la Culture.
Avec la création de la coalition Unidos Podemos et la fusion des listes du parti violet et de la gauche unie dans la circonscription madrilène, elle occupe la neuvième place sur la nouvelle liste. Lors du scrutin du 26 juin 2016, la coalition n'obtient que huit sièges ; autant que Podemos en solitaire cinq mois auparavant. Seul Garzón qui occupait la cinquième place est réélu et elle abandonne le Congrès après un court mandat.

### Ascension au sein du parti
Le 28 janvier 2017, elle est élue porte-parole de la fédération madrilène d'Izquierda Unida en remplacement de Chus Alonso.